# Bajantsogt
Bajantsogt (mongoliska: Баянцогт Сум, Bayantsogt, Баянцогт, Bayantsogt Sum) är ett distrikt i Mongoliet.   Det ligger i provinsen Töv, i den centrala delen av landet, 70 km väster om huvudstaden Ulan Bator.